# Ironman-Triathlon-Weltserie 2008
Die Ironman-Triathlon-Weltserie 2008 war eine Rennserie von Triathlon-Bewerben über die Ironman-Distanz, sie wird jährlich von der World Triathlon Corporation (WTC) veranstaltet.

## Organisation
Ein Ironman-Rennen geht über die Triathlon-Langdistanz: 3,86 km Schwimmen, 180,2 km Radfahren und 42,195 km Laufen.
Bei den 20 einzelnen Rennen der Saison sowie den Rennen über die halbe Ironman-Distanz (Ironman 70.3) konnten sich die Triathleten für einen Startplatz beim Ironman Hawaii – die inoffizielle Weltmeisterschaft – am 11. Oktober 2008 qualifizieren.

## Rennen
| Datum         | Veranstaltung             | Ort                         | Bemerkungen                               |
| ------------- | ------------------------- | --------------------------- | ----------------------------------------- |
| 9. Sep. 2007  | Ironman Wisconsin         | Madison, Wisconsin          |                                           |
| 3. Nov. 2007  | Ironman Florida           | Panama City, Florida        |                                           |
| 2. Dez. 2007  | Ironman Western Australia | Busselton                   |                                           |
| 23. Feb. 2008 | Ironman Malaysia          | Langkawi                    |                                           |
| 1. März 2008  | Ironman New Zealand       | Taupō                       |                                           |
| 6. Apr. 2008  | Ironman Australia         | Port Macquarie              |                                           |
| 13. Apr. 2008 | Ironman South Africa      | Port Elizabeth              |                                           |
| 13. Apr. 2008 | Ironman Arizona           | Tempe, Arizona              |                                           |
| 20. Apr. 2008 | Ironman China             | Haikou, Hainan              |                                           |
| 24. Mai 2008  | Ironman Lanzarote         | Puerto del Carmen           |                                           |
| 25. Mai 2008  | Ironman Brasil            | Florianópolis               |                                           |
| 22. Juni 2008 | Ironman France            | Nizza                       |                                           |
| 22. Juni 2008 | Ironman Coeur d’Alene     | Coeur d’Alene, Idaho        |                                           |
| 6. Juli 2008  | Ironman Germany           | Frankfurt am Main           |                                           |
| 13. Juli 2008 | Ironman Austria           | Klagenfurt                  |                                           |
| 13. Juli 2008 | Ironman Switzerland       | Zürich                      |                                           |
| 20. Juli 2008 | Ironman USA               | Lake Placid, New York       |                                           |
| 24. Aug. 2008 | Ironman Canada            | Penticton, British Columbia |                                           |
| 31. Aug. 2008 | Ironman Louisville        | Louisville, Kentucky        |                                           |
| 7. Sep. 2008  | Ironman UK                | Bolton                      |                                           |
| 11. Okt. 2008 | Ironman Hawaii            | Kailua-Kona, Hawaii         | Weltmeisterschaft auf der Ironman-Distanz |

## Ergebnisse

### Männer
| Rennen            | Sieger              | Zeit    | Zweiter             | Zeit    | Dritter              | Zeit    |
| ----------------- | ------------------- | ------- | ------------------- | ------- | -------------------- | ------- |
| Madison           | Maik Twelsiek       | 8:52:49 | Paul Fritzsche      | 9:03:22 | Uzziel Valderrabano  | 9:06:05 |
| Florida           | Stephan Vuckovic    | 8:21:29 | Sérgio Marques      | 8:23:49 | Bryan Rhodes         | 8:26:52 |
| Western Australia | Patrick Vernay      | 8:06:00 | Raynard Tissink     | 8:09:20 | Mitchell Anderson    | 8:12:20 |
| Malaysia          | Faris Al-Sultan     | 8:34:42 | Petr Vabrousek      | 9:04:54 | Elmar Schuberth      | 9:06:03 |
| New Zealand       | Cameron Brown       | 8:24:49 | Frederik Van Lierde | 8:31:35 | Kieran Doe           | 8:33:35 |
| Australia         | Patrick Vernay      | 8:31:33 | Mitchell Anderson   | 8:40:19 | Mathias Hecht        | 8:42:48 |
| South Africa      | Stephen Bayliss     | 8:18:23 | Raynard Tissink     | 8:23:09 | Peter Schoissengeier | 8:33:24 |
| Arizona           | József Major        | 8:34:19 | TJ Tollakson        | 8:34:36 | Jordan Rapp          | 8:35:04 |
| China             | Olaf Sabatschus     | 8:52:14 | Park Byung-hoon     | 9:13:15 | Timothy Marr         | 9:14:17 |
| Lanzarote         | Bert Jammaer        | 8:59:37 | Teemu Toivanen      | 9:08:15 | Ai -Alar Juhanson    | 9:08:36 |
| Brazil            | Eduardo Sturla      | 8:28:24 | Olaf Sabatschus     | 8:38:56 | Benjamin Sanson      | 8:41:32 |
| France            | Marcel Zamora Pérez | 8:34:18 | Hervé Faure         | 8:41:55 | Patrick Bringer      | 8:45:15 |
| Coeur d’Alene     | Tom Evans           | 8:34:22 | Wiktor Sjemzew      | 8:43:56 | Michael Lovato       | 8:48:22 |
| Germany           | Chris McCormack     | 7:59:55 | Eneko Llanos        | 8:00:49 | Timo Bracht          | 8:04:16 |
| Austria           | Marino Vanhoenacker | 8:06:11 | Stephen Bayliss     | 8:13:53 | Hannes Hempel        | 8:16:56 |
| Switzerland       | Ronnie Schildknecht | 8:16:05 | Stefan Riesen       | 8:32:10 | Frank Vytrisal       | 8:40:53 |
| Lake Placid       | Francisco Pontano   | 8:43:32 | Petr Vabrousek      | 8:55:20 | Mathias Hecht        | 8:56:33 |
| Canada            | Bryan Rhodes        | 8:30:12 | Bernhard Hiebl      | 8:34:34 | Jasper Blake         | 8:36:08 |
| Louisville        | Maximilian Longrée  | 8:33:58 | Chris McDonald      | 8:54:52 | Sérgio Marques       | 8:59:15 |
| UK                | Stephen Bayliss     | 8:53:58 | Scott Neyedli       | 9:04:29 | Andreas di Bernardo  | 9:08:24 |
| Hawaii            | Craig Alexander     | 8:17:45 | Eneko Llanos        | 8:20:50 | Rutger Beke          | 8:21:23 |

### Frauen
| Rennen            | Sieger                | Zeit     | Zweiter              | Zeit     | Dritter              | Zeit     |
| ----------------- | --------------------- | -------- | -------------------- | -------- | -------------------- | -------- |
| Madison           | Gina Ferguson         | 9:37:03  | Hillary Biscay       | 10:01:30 | Ina Reinders         | 10:03:39 |
| Florida           | Nina Kraft            | 9:05:35  | Heleen bij de Vaate  | 9:07:40  | Tyler Stewart        | 9:09:18  |
| Western Australia | Charlotte Paul        | 9:00:55  | Gina Ferguson        | 9:08:23  | Bella Comerford      | 9:14:25  |
| Malaysia          | Belinda Granger       | 9:29:21  | Yvonne van Vlerken   | 9:35:46  | Yasuko Miyazaki      | 10:14:01 |
| New Zealand       | Joanna Lawn           | 9:16:00  | Kate Bevilaqua       | 9:20:06  | Emi Shiono           | 9:23:26  |
| Australia         | Chrissie Wellington   | 9:03:55  | Kate Major           | 9:09:12  | Prue Oswin           | 10:00:11 |
| South Africa      | Bella Comerford       | 9:27:48  | Edith Niederfriniger | 9:27:53  | Lucie Zelenková      | 9:34:09  |
| Arizona           | Erika Csomor          | 9:14:49  | Michellie Jones      | 9:25:52  | Heather Gollnick     | 9:32:07  |
| China             | Belinda Granger       | 10:08:37 | Donna Phelan         | 10:37:11 | Abigail Bayley       | 10:43:11 |
| Lanzarote         | Bella Comerford       | 10:02:27 | Heleen bij de Vaate  | 10:12:07 | Tara Norton          | 10:13:16 |
| Brazil            | Fernanda Keller       | 9:42:50  | Hillary Biscay       | 9:56:08  | Ladislava Cisarovska | 10:06:10 |
| France            | Martina Dogana        | 9:35:29  | Katja Schumacher     | 10:00:59 | Alexandra Louison    | 10:03:46 |
| Coeur d’Alene     | Heather Wurtele       | 9:38:58  | Heather Gollnick     | 9:50:34  | Tiina Boman          | 9:55:28  |
| Germany           | Chrissie Wellington   | 8:51:24  | Nicole Leder         | 9:17:26  | Wenke Kujala         | 9:24:54  |
| Austria           | Sandra Wallenhorst    | 8:47:26  | Bella Comerford      | 8:51:17  | Edith Niederfriniger | 8:59:45  |
| Switzerland       | Sibylle Matter        | 9:30:12  | Kathrin Pätzold      | 9:35:05  | Caroline Steffen     | 9:37:24  |
| Lake Placid       | Caitlin Snow          | 9:51:00  | Kim Loeffler         | 9:54:55  | Hillary Biscay       | 9:58:45  |
| Canada            | Belinda Granger       | 9:17:58  | Alison Fitch         | 9:26:15  | Heather Wurtele      | 9:39:51  |
| Louisville        | Mariska Kramer-Postma | 9:54:17  | Heather Gollnick     | 9:56:53  | Lisbeth Kristensen   | 9:58:33  |
| UK                | Bella Comerford       | 9:49:06  | Heike Funk           | 10:24:40 | Susanne Buckenlei    | 10:28:41 |
| Hawaii            | Chrissie Wellington   | 9:06:23  | Yvonne van Vlerken   | 9:21:20  | Sandra Wallenhorst   | 9:22:52  |

## Podiumsplatzierungen
| Platz | Land                   | Erster | Zweiter | Dritter | Gesamt |
| ----- | ---------------------- | ------ | ------- | ------- | ------ |
| 1     | Vereinigtes Königreich | 8      | 3       | 2       | 13     |
| 2     | Deutschland            | 7      | 5       | 6       | 18     |
| 3     | Australien             | 6      | 4       | 2       | 12     |
| 4     | Neuseeland             | 4      | 1       | 3       | 8      |
| 5     | Spanien                | 2      | 2       |         | 4      |
| 6     | Frankreich             | 2      | 1       | 3       | 6      |
| 6     | Kanada                 | 2      | 1       | 3       | 6      |
| 6     | Schweiz                | 2      | 1       | 3       | 6      |
| 9     | Belgien                | 2      | 1       | 1       | 4      |
| 10    | Ungarn                 | 2      |         |         | 2      |
| 11    | Vereinigte Staaten     | 1      | 9       | 5       | 15     |
| 12    | Niederlande            | 1      | 4       |         | 5      |
| 13    | Italien                | 1      | 1       | 1       | 3      |
| 14    | Argentinien            | 1      |         |         | 1      |
| 14    | Brasilien              | 1      |         |         | 1      |
| 16    | Tschechien             |        | 2       | 2       | 4      |
| 17    | Südafrika              |        | 2       |         | 2      |
| 18    | Österreich             |        | 1       | 3       | 4      |
| 19    | Finnland               |        | 1       | 1       | 2      |
| 19    | Portugal               |        | 1       | 1       | 2      |
| 21    | Südkorea               |        | 1       |         | 1      |
| 21    | Ukraine                |        | 1       |         | 1      |
| 23    | Japan                  |        |         | 2       | 2      |
| 24    | Dänemark               |        |         | 1       | 1      |
| 24    | Estland                |        |         | 1       | 1      |
| 24    | Mexiko                 |        |         | 1       | 1      |